# Larisa Medvedeva
Pour les articles homonymes, voir Medvedeva.
Larisa Medvedeva (en russe : Лариса Медведева), née le 25 juin 2001, est une taekwondoïste russe, vice-championne d'Europe en 2021.

## Biographie
Larisa Medvedeva est la sœur jumelle de la taekwondoïste Galina Medvedeva.
Elle obtient la médaille d'argent dans la catégorie des moins de 46 kg aux Championnats d'Europe de taekwondo 2021 à Sofia, perdant en finale face à la Croate Lena Stojković.